# Большая Арда
Большая Арда (горномар. Кырыктӹр) — деревня в Килемарском районе Республики Марий Эл. Входит в состав Ардинского сельского поселения.

## География
Находится в западной части республики Марий Эл на левобережье Волги на расстоянии приблизительно 42 км по прямой на юг от районного центра посёлка Килемары.

## История
Образована в XVIII веке переселенцами из деревни Барская Рутка и села Отары. Русские переселенцы появились после реформы 1861 года. В 1915 голу в деревне в 92 дворах проживали 254 человека (мари). В 1925 году в 63 хозяйствах проживали 285 человек, из них 265 мари, 20 русских, в 1939 году 234 человека. В советское время работали колхозы «Первое мая», «Ударник» и совхоз «Ардинский», с 1996 года колхоз «Озерки».

## Население
Население составляло 130 человек (мари 80 %) в 2002 году, 132 в 2010.